# Хроники Арции

Обложка первого романа цикла — «Тёмная звезда», созданная Anry (2001)

«Хроники Арции» — цикл романов в жанре фэнтези, принадлежащий перу Веры Камши. Цикл состоит из трёх дилогий (последняя ещё не окончена), повествующих об истории вымышленного магического мира Тарры, населённого эльфами, людьми, гоблинами и рядом других фэнтезийных существ. Мир произведений изначально возник как литературная игра на поле «Гибели Богов» Ника Перумова, однако со временем зажил собственной жизнью.
Первая дилогия хроник («Тёмная Звезда» и «Несравненное право») описывает так называемую «Войну Оленя» (2228—2231 гг. от В. И.), а вторая («Кровь Заката» и «Довод королей») — события 2850—2892 гг. и разразившуюся в Арции «Войну нарциссов». Третья и заключительная часть охватывает 2895—2897 гг. и рассказывает о событиях, непосредственно предшествующих предсказанному в конце «Несравненного права» Году Трех Звёзд («Башня ярости») и о самом Годе («Дикий ветер»). Автор не закончила эпопею. В планах издание последней книги после окончания цикла «Отблески Этерны». На данный момент продолжается вычитывание в вышедших произведениях шероховатостей и неточностей.
Летом 2009 года первая дилогия переиздана, причем текст был серьёзно доработан и изменён. Однотомник, включающий в себя повести «Темная звезда» и «Несравненное право» в новой редакции получил общее название «Тарра. Граница бури».

## Мир произведений
История создания первой книги серии отразилось и на структуре мира, в котором разворачиваются действия цикла. Присутствует много аналогий с вселенной Упорядоченного Ника Перумова, но Вера Камша опровергает мнения о том, что Тарра — мир, который является основной сценой событий — принадлежит Упорядоченному. В целом же история мира похожа на историю Хьёрварда, но есть существенные отклонения, которые и образуют важные сюжетные линии. Тарра была создана Изначальными Богами, главным из которых был Омм.

## Книги

### Тёмная Звезда
- Тёмная Звезда (Хроники Арции). Издательство: Эксмо-Пресс, 2005, 544 стр. ISBN 5-04-007148-5, ISBN 5-04-007149-3, ISBN 5-699-14391-2

События книги происходят в мире Тарры — мире без истинных магов и без богов. Одни уничтожены, другие ушли, и им уже нет дела до происходящего в нём. Так долго продолжаться не может, беззащитный мир является лакомым куском и вскоре находятся желающие его получить. И когда над Таррой нависает угроза, с ней приходится бороться своими силами.

### Несравненное право
- Несравненное право (Хроники Арции). Издательство: Эксмо-Пресс, 2006, 800 стр. ISBN 5-04-008800-0, ISBN 5-699-17967-4

«Несравненное Право», вторая часть «Хроник Арции» — продолжает события «Тёмной Звезды».
В поисках причины происходящего в Тарре эльфу Нэо Рамиэрлю (он же бард Роман Ясный) и герцогу Рене Аррою приходится воскрешать память далёкого прошлого — от Великого Исхода из Тарры богов и до воцарения первых Волингов на престоле Арции. Правда оказывается пугающей, а древние пророчества начинают сбываться. Враги Тарры действуют и магией, и политикой, те, кто может им противостоять — гибнут, и Рене с Романом остаётся рассчитывать только на себя, на Герику, в которой что-то изменилось, и на обычных таррцев.

### Кровь Заката
- Кровь Заката (Хроники Арции). Издательство: Эксмо-Пресс, 2002, 512 стр. ISBN 5-04-010307-7, ISBN 5-699-17965-8

«Кровь Заката» открывает второй цикл «Хроник Арции». После первых двух книг прошло более 600 лет. «Эстель Оскора» возвращается в Тарру после долгих блужданий по мирам и открывает для себя «Терра Инкогнита» — новую Арцию.

### Довод Королей
- Довод королей (Хроники Арции). Авторский сборник. Издательство: Эксмо, 2006, 800 стр. ISBN 5-699-01463-2, ISBN 5-699-17963-1

«Довод Королей» — непосредственное продолжение книги «Кровь Заката». Война Нарцисса, гражданская война в Арции, закончилась воцарением молодого Филиппа Тагэре на престоле Мунта. Близится Год Трех Звёзд, и Тарра ждёт своего Последнего Короля.

### Башня ярости
- Башня ярости. Книга первая. Чёрные маки (Хроники Арции). Издательство: Эксмо, 2005, 512 стр. ISBN 5-699-03516-8
- Башня ярости. Книга вторая. Всходы ветра (Хроники Арции). Издательство: Эксмо, 2005, 512 стр. ISBN 5-699-03517-6

Книга вышла очень большой — больше «Довода Королей». Действие начинается осенью 2895 года и заканчивается в новогоднюю ночь 2897 года, так называемого Года Трех Звёзд. По количеству линий «Башня ярости» превзошла «Несравненное право». К концу книги герои расставлены согласно диспозиции и готовы к последнему и решительному бою. Действие охватывает пространство от Корбутских гор до Серого моря и от Вархи до Чёрного Сура, два новых мира и Бездну. Естественно, появились новые герои — таянцы, гоблины, фронтерцы, оргондцы, мирийцы, эландцы и ифранцы, да и Роман встретил любопытных личностей.

### Дикий ветер
В 2017 году писательница заявила, что после окончания публикации цикла «Отблески Этерны» она может вернуться к завершению данного «фентези-долгостроя», которым должны завершиться хроники Арции.

## Награды и премии
- Fant-con N.P. (2002), Первая российская фэнтези конференция. // Лучшее фэнтези 2001 года

Хроники Арции.